# 地蔵田遺跡
地蔵田遺跡（じぞうでんいせき）は、秋田県秋田市四ツ小屋末戸松本字地蔵田に所在する旧石器時代・縄文時代・弥生時代にかけての複合遺跡である。特に台地上に築かれた木柵に囲まれた弥生時代前期の集落として知られている。国の史跡に指定されている。日本初の「市民の手づくり史跡整備」の例としても知られる。

## 遺跡の発見と調査
御所野台地は秋田市南東部に位置する標高30-40メール前後の広い台地である。台地は雄物川とその支流岩見川の合流点をのぞむ丘陵が開析を受けて形成されたものであるが、ここは、従前より土器や石器の散布地として知られていた。1970年代以降、台地一帯約380ヘクタールの範囲に「秋田新都市開発整備事業」と名付けたニュータウン計画構想が打ち出され、1981年（昭和56年）より開発行為に先立って、台地上に立地する31遺跡を対象として、秋田市教育委員会が事前の緊急発掘調査を行った。その結果、旧石器時代、縄文時代、弥生時代、平安時代など各時代の遺構が確認され、当時の人びとの生活を知るうえで貴重な資料を得ることができた。地蔵田遺跡はそのなかのひとつであり、当初は「地蔵田B遺跡」と呼ばれ、1985年（昭和60年）と1986年（昭和61年）の2カ年にわたって約12,000平方メートルが調査され、発掘調査報告書も同名で発行された。

## 遺跡概要
地蔵田遺跡は、弥生時代前期の遺跡として著名であるが、旧石器時代、縄文時代中期にも人びとの生活が営まれた複合遺跡である。
縄文時代では、中期後半の竪穴建物32軒、土坑などを検出している。出土遺物には東北地方北部に多い円筒上層a式土器、東北地方南部に多い大木7a式土器、北陸系の新保・新崎様式の土器があり、特に北陸系の高坏形土器の出土が注目される。なお、縄文時代の建物の分布は弥生時代の建物にくらべ拡散傾向にある。縄文時代の地蔵田遺跡は、検出遺構、出土遺物ともに御所野台地遺跡群のなかでは下堤A遺跡と共通点が多い。

### 柵で囲まれたムラとその出入口
地蔵田遺跡の弥生集落は、居住域の周囲を木柵で楕円形に囲み、その周辺に墓域や捨て場（不用品の廃棄場）を配しており、弥生時代における西日本の環濠集落の基本的な構造と類似する。防御施設をともなう弥生時代の遺跡としては日本列島で最も北に所在し、また、木の柵がめぐる構造の集落は東北地方はもとより全国的にもあまり他に類例がなく、この遺跡の大きな特徴となっている。
居住区（ムラ）を区画する木柵は、直径20センチメートルから30センチメートルの材木を密に立て並べたもので、一部では二重にめぐり、内側のものが長径61メートル、短径47メートル、外側では長径64メートル、短径50メートルという規模である。木柵の北西部分で柵列が一部途切れ、そこから外側へ2列の柱列が延びており、それがムラの主要な出入口となっていたものと考えられる。この他にも、西部、南部、東部、南東部に柵の途切れるところがあり、やはりムラの出入口と考えられる。このうち、南東部の出入口は、遺構配置全体から考慮して墓域へつづく墓道と推察され、他は勝手口にあたると考えられる。なお、ムラの外側では6本柱の掘立柱建物跡が東方より見つかっており、弥生時代に属するものと考えられているが、性格などの詳細は不明である。

### 住まいとその変遷

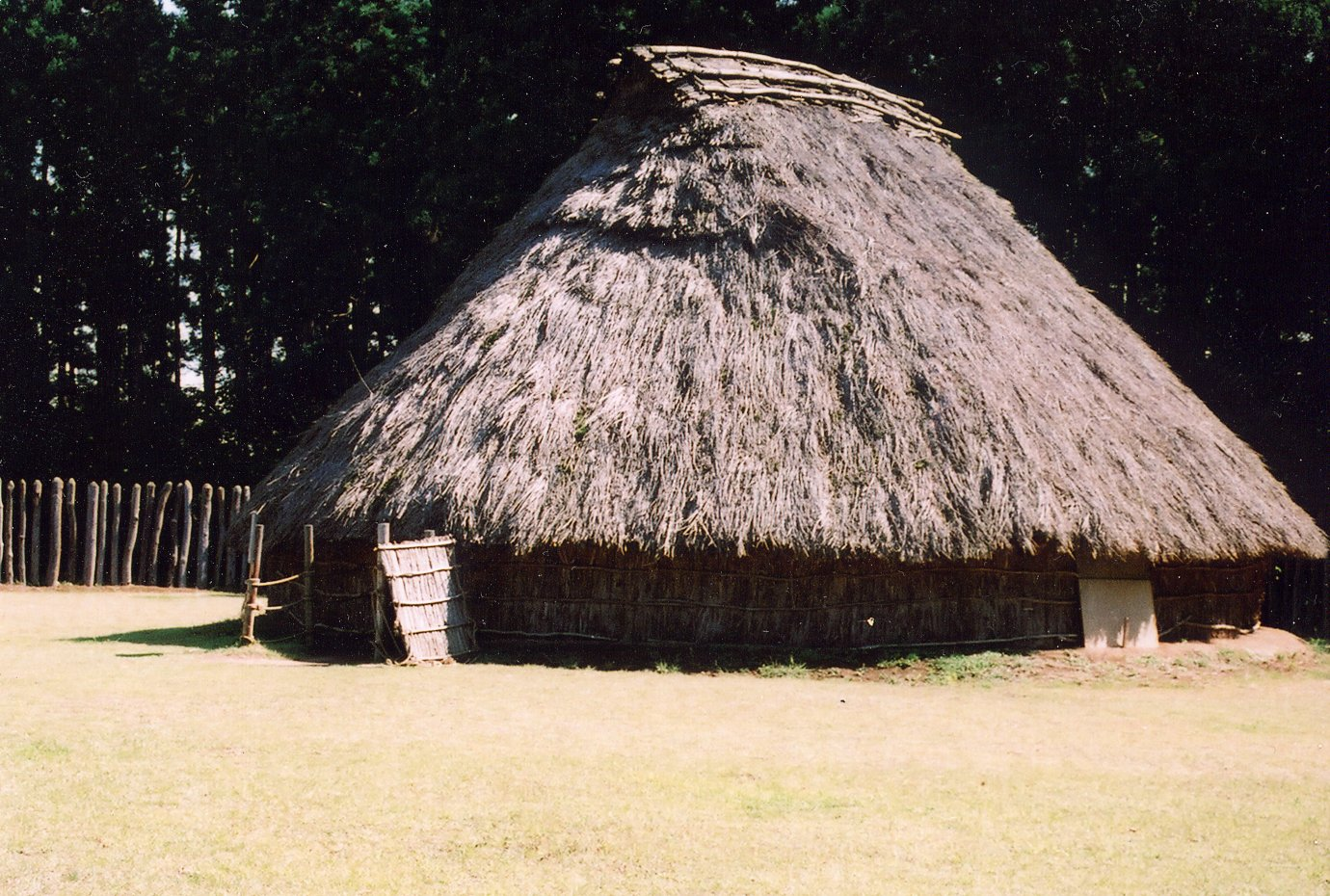
復元された竪穴建物（第4号建物の外観）

柵列の内側には3軒の円形竪穴建物が、中央の広場をはさんでほぼ等間隔で並んで向かい合い、広場に向けて出入口を配する。建物は、壁のある「壁立式」で直径8メートルから9.1メートルの周溝をめぐらしている。また、総じて一般的な弥生時代の竪穴建物よりも規模が大きい。建物中央には石囲炉を据え、炉のまわりに4本の主柱を配している。周溝の途切れるところが建物の出入口となっている。
こうした構造の弥生時代建物跡は、調査時点ではめずらしいとされていたが、その後の周辺遺跡の発掘調査により類例が増加しており、この地方における当時の一般的な建物構造であることが明らかになりつつある。年代が下ると建物数は4棟に増加し、元の建物も位置を少し変えて建て替えをおこなっている。その規模も直径9面したないし13メートルに拡大しているが、それとともに木柵は取り払われている。建て替え回数は建物によって異なるが、少ないもので2回、多いもので6回の建て替えが認められる。

### 墓域
ムラの東側、木柵に接して径40メートルほどの範囲に墓域が設定されている。墓は北東群と南東群に分かれ、とくに南東群に密集する。墓には土器棺墓25基、土坑墓51基がある。
土器棺墓には
1. 壺形土器を棺とし蓋形土器で覆うもの
2. 壺形土器棺を鉢形土器で覆うもの
3. 壺形土器棺を甕形土器で覆うもの
4. 壺形土器棺を扁平な自然石で蓋をするもの
5. 2個の甕形土器の口を合わせるもの

の5つのタイプがある。棺の直径および高さは30-50センチメートルである。棺内からは人骨や副葬品などは出土していないが、子どもの墓と考えられている。
土坑墓は、成人の墓と考えられ、楕円形、長方形、隅丸長方形を呈するものがあり、楕円形のものが多数を占めるが不整形のものもある。規模は、長軸の長さが約1メートルから2メートルにおよび、1.5メートル未満のものが多い。人骨の出土はなかったが、224号土坑墓から凝灰岩製の小玉が、258号土坑墓から碧玉製の玉、凝灰岩製の管玉、玉髄製の勾玉が、227号土坑墓からはベンガラがそれぞれ出土している。

### 捨て場/出土遺物
ムラの北西出入口の西側と北東側には、多量の土器、石器とともに大量の自然礫を集積した一画があり、不用品がこの一画に廃棄された捨て場遺構と考えられる。

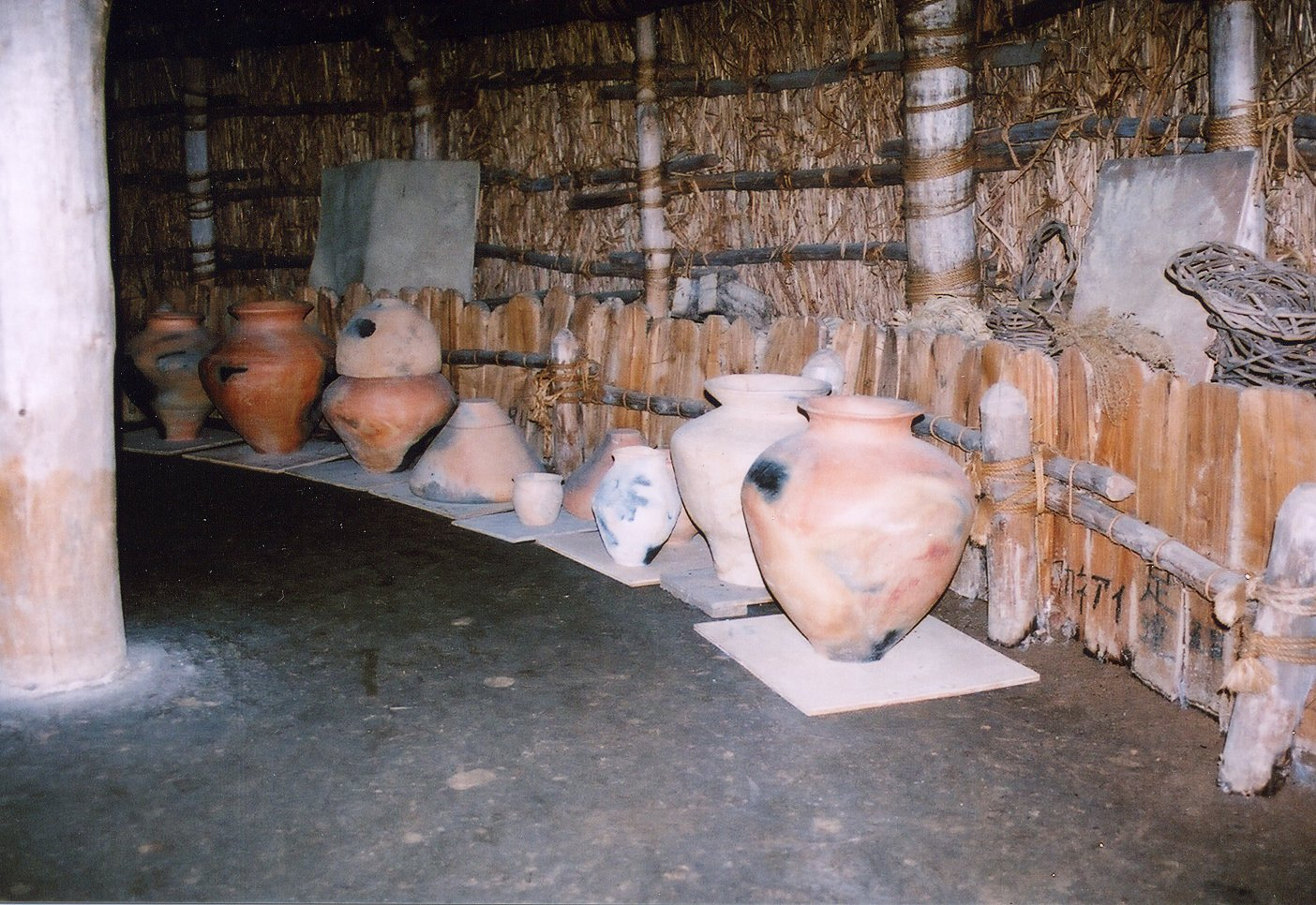
復元された竪穴建物（第3号建物の内部と市民による手づくり復元土器）

出土遺物には、甕形土器、鉢形土器、高坏形土器、壺形土器、蓋形土器で構成される弥生土器のほか、石斧、石鏃、石錐、石匙、石棒、磨石、敲石、環状石斧、玉類などの石器・石製品、有孔土製品、土偶、紡錘車などの土製品がある。なお、土器には籾痕の残るものがあり、稲作農耕の開始を裏づけている。その場合の水田としては、遺跡が台地縁辺部に立地するところから、台地下の沖積地が想定される。
このうち、土器棺に使用された壺形の土器は、西日本の前期弥生土器に共通する製作技法、器形、文様などの諸特徴を備え、九州地方北部を発祥地とする遠賀川系土器であり、この集落が紀元前3世紀の弥生時代前期に成立し、初期の稲作農耕文化を受容したであろうことを示している。これら遠賀川系土器には、他所から搬入したと考えられるものと縄文の施された在地系と考えられるものの2つのタイプがあり、このことは集落の成立過程や日本海を経由する文化の伝播や伝統を考察していくうえで興味深い情報を提供している。

## 旧石器時代資料
旧石器時代資料は、弥生時代集落が発見された調査地点の東側で発見されている。地蔵田遺跡の旧石器時代資料は、東北地方における後期旧石器時代前半期の石器群の代表的な例として、研究者の間で注目をされてきた。発掘調査後の発掘調査報告書では概要のみしか報告されなかったが、2010年（平成22年）度に秋田市教育委員会により再整理事業が行われ、2011年（平成23年）3月に正式報告書『地蔵田遺跡－旧石器時代編－』が刊行された。なお、本報告書は秋田市教育委員会文化振興室ホームページで全文がPDFなどで公開されている。
報告書によれば、旧石器資料の総数は4,447点、32,286.615gであり、器種別の内訳は、石斧（局部磨製石斧）4点、ナイフ形石器5点、ペン先形ナイフ形石器22点、台形様石器39点（接合して38点）、サイドスクレイパー8点、エンドスクレイパー4点、ノッチ5点（接合して4点）、鋸歯縁石器7点、二次加工のある剥片18点、石核71点（接合して70点）、礫器9点（接合して8点）、剥片1,555点、チップ2,700点となっている。これらの石材は、約99％が珪質頁岩であり、その他の石材が約1％である。珪質頁岩以外の石材は、石斧・礫器に限られている。
これらの石器から、多数の母岩別資料・接合資料が得られ、剥片生産技術の詳細が判明しており、当該石器群には、明確な石刃技法はみられず、横長・幅広剥片生産技術が主体であることが判明している。
また、石器は14箇所の集中部（ブロック）が認められ、これの集中部（ブロック）が環状に分布し、いわゆる「環状ブロック群」を呈している。地蔵田遺跡の「環状ブロック群」は、直径約30メートルで、全国的にみると中規模なものといえる。
以上のような特徴から、地蔵田遺跡の旧石器時代資料は後期旧石器時代前半期のものと考えられるほか、石器ともに出土した炭化物片3点の放射性炭素年代測定により、以下のような年代が得られている。
| 測定資料名                           | C14年代（yrBP) | 暦年較正年代（1σ）(calBP)                            | 暦年較正年代（2σ）(calBP)  |
| ------------------------------------ | -------------- | ---------------------------------------------------- | -------------------------- |
| C-1【IAAA-103442】（ブロック3出土）  | 29,720±130yrBP | 34,722～34,450calBP(61.0%) 34,277～34,193calBP(7.2%) | 34,776～33,978calBP(95.4%) |
| C-65【IAAA-103443】（ブロック4出土） | 30,110±140yrBP | 34,859～34,626calBP(68.2%)                           | 35,021～34,545calBP(95.4%) |
| C-25【IAAA-103243】（ブロック7出土） | 28,080±120yrBP | 32,611～31,950calBP(68.2%)                           | 32,859～31,685calBP(95.4%) |

※暦年較正年代については、Intcal09データーベースとOxCalv4.1較正プログラムを使用
C-1およびC-65の試料によるC14年代で約30,000yrBPという値が、石器の年代を示すものと考えられ、暦年較正年代で約34,000～35,000年前と考えられる。
ブロック別に石器器種の組成では、ナイフ形石器・ペン先形ナイフ形石器・台形様石器が環状ブロック群の中央部に集中し、石斧・礫器は環状ブロック群の周辺部に分布している。また、3箇所の石器集中部では、被熱を受けた石器と炭化物片の集中地点もみられ、火の使用があったことが推定されている。

## 遺跡の保護と整備活用

### 史跡指定
地蔵田遺跡は、初期の稲作農耕文化をたずさえた人々が他所から移り住んでできた弥生集落と考えられ、木柵で囲まれた集落と墓地が複合して見つかった遺跡としてきわめて資料価値が高く、また、東北地方北部のみならず日本全体の稲作農耕の開始期を考究していく際にきわめて重要であるとして、1996年（平成8年）11月6日、約6,046平方メートルが文部大臣により国の史跡に指定された。なお、同年11月12日、史跡指定を記念して斎藤忠による講演会（第3回郷土秋田を考える文化講演会）が秋田市文化会館で開かれた。

### 遺跡の整備と活用
地蔵田遺跡の整備は、全国で初めて「市民の手づくり史跡整備」として行うこととなり、竪穴建物をはじめ、土器棺墓、土坑墓、700本の木柵などが多くの市民や生徒たちの手で復元された。史跡の愛称「御所野“弥生っこ村”」も2001年（平成13年）に市民公募により決定したものである。
整備事業は、御所野ニュータウン内の郷土学習教材として2001年度から2006年（平成18年）度にかけておこなわれ、竪穴建物3棟（第1号建物、第3号建物、第4号建物）と木柵が復元されている。復元後の維持や活用も市民の手で行っており、遺跡案内も市民ボランティアが中心となっている。また、市民が中心となった「弥生っこ村まつり」などのイベントも開催されている。
2007年（平成19年）3月、秋田市教育委員会は地蔵田遺跡復元整備の記録として『国指定史跡地蔵田遺跡環境整備事業報告書 -市民と生徒による手づくり弥生っこ村-』を刊行した。現在、遺跡のボランティア団体である「弥生っこ村民会」が増刷し、頒布している。
なお、出土品の一部は、御所野総合公園管理事務所で展示されている。

### 管理団体
- 秋田市

### 問い合わせ先
- 秋田市教育委員会文化振興室（秋田県秋田市山王二丁目1番53号 山王21ビル4階）

## アクセス・周辺環境

### アクセス
- 秋田自動車道秋田南インターチェンジから約5分
- JR秋田駅から約20分
- 秋田空港から約15分
- （バス新都市交通広場前下車徒歩5分）

### 周辺環境
現在、御所野総合公園内の一施設「御所野“弥生っこ村”」として整備・活用がおこなわれている。御所野総合公園の他の施設としては、
- 球技広場
- 展望台
- ごしょのほたる橋
- 多目的広場
- テニスコート
- カリヨン時計
- 管理棟

がある。
なお、御所野総合公園の西側は秋田市立御所野学院中学校・高等学校グラウンドがあり、北にはリフレッシュガーデン、秋田テルサ、イオンモール秋田などがあり、台地の縁にあたる南側は道路（新都市環状線）が通り、東側は住宅地となっている。

### その他
- 2007年（平成19年）7月15日、「秋田わか杉国体」の炬火地となった。弥生人に扮した市民が「マイギリ」と称する発火具を用いて火を起こした（但しマイギリは古代の発火具ではない）。